# ورق حائط ليد

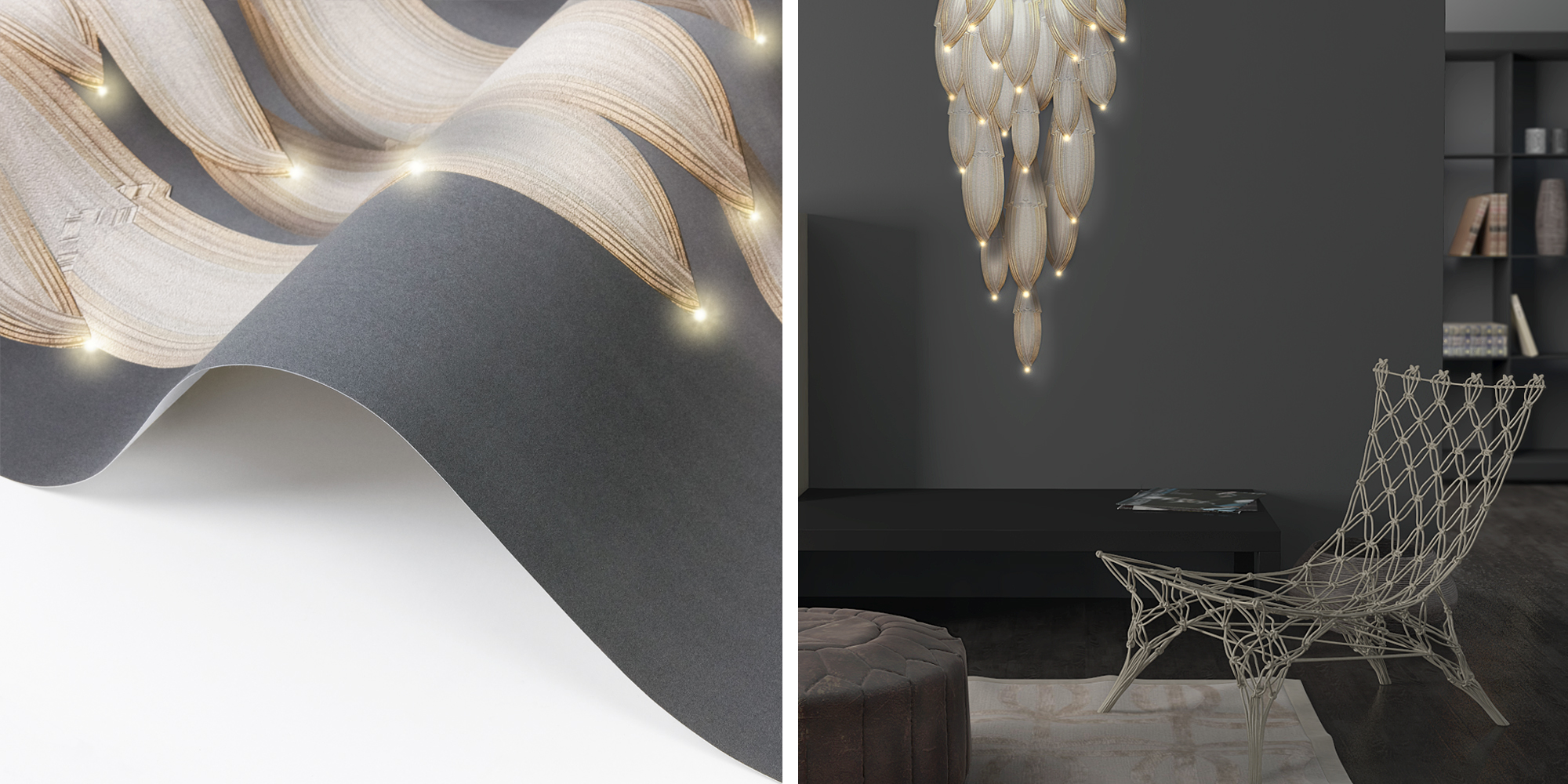

ورق حائط ليد عبارة عن تعبير يشمل مجموعة من التقنيات المختلفة التي تم تطويرها منذ بداية القرن الحادي والعشرين، والتي تهدف إلى دمج الثنائيات الباعثة للضوء في ركائز مسطحة مناسبة ليتم تطبيقها على الجدران لأغراض الديكور الداخلي. وقد تعززت التجربة على الجمع بين مصادر الضوء والأسطح التي تغطي الجدار إلى حد كبير من خلال التصغير التدريجي للتكنولوجيا الإضاءة ذات الجهد المنخفض، مثل المصابيح وأوليدس، ومناسبة لإدراجها في مواد منخفضة السماكة ليتم تطبيقها على الجدران الداخلية. وقد دفعت الإمكانات الجديدة التي تتيحها هذه التطورات بعض المصممين والشركات إلى البحث وتطوير تقنيات الملكية الفكرية ليد، وبعضها متاح حاليا للشراء التجاري. وتوجد حلول أخرى بصفة رئيسية كنماذج أولية أو هي في طور التنقيح. ويشهد النموذج الأول من ورق الجدران ليد في كتاب خلفية من قبل لاشلان بلاكلي التي يرجع تاريخها في عام 2006 في عمل مصممة النسيج ماريا ياسشوك، التي صممت حلا مرنا لدمج المصابيح في المطبوعة الرقمية تغطي مواد الجدار كجزء من مشروع التخرج لدرجة ما في العقود الآجلة النسيجية في كلية سينترال سانت مارتينز للفنون والتصميم لندن مرة أخرى في عام 2004. كتاب بلاكلي هو أيضا أول شهادة معروفة نشر مصطلح ليد ورق الجدران المستخدمة فيما يتعلق بغطاء الجدران ليد المدرجة. يستخدم هذا التعريف حاليا من قبل شركات مثل ميستيل ومصمم إنغو مورر فيما يتعلق حلول تغطية الجدار ليد المدرجة في كتالوجاتها الحالية. أشكال أخرى مؤكدة للإشارة إلى مفاهيم مشابهة هي ورق الجدران الباعثة للضوء المستخدمة من قبل لوموكس والمنسوجات المضيئة المستخدمة من قبل فيليبس. 

## ورق حائط الليد من ميستيل
ادعت ميستيل بأنها كانت أول شركة رائدة في مجال التكنولوجيا لدمج الثنائيات الباعثة للضوء تماما في المواد من ورق الجدران بحيث يمكن تعليقها مثل تغطية الجدار التقليدية. قدمت ماريا ياسشوك، المؤسس المشارك للشركة جنبا إلى جنب مع شقيقتها إيكاترينا ياسشوك، أول نموذج لورق الجدران ليد كجزء من مشروع تخرجها للحصول على درجة الماجستير في العقود الآجلة للنسيج بالفعل في عام 2004. وقد تطور هذا المفهوم تباعا مع شقيقتها إيكاترينا في سلسلة من التصاميم التي عرضت في عام 2007 تحت اسم سلك جيوميتريكس في مركز الزجاج الوطني في سندرلاند. في نفس العام ماريا وإيكاترينا ذهبت إلى تسويق منتجاتها تحت اسم الشركة ميستيل ليد للجدران والنسيج. ميستيل تستخدم الطباعة الرقمية لنقل تصاميمها على مجموعة متنوعة من الركائز غير المنسوجة المناسبة لتغطية الجدار. ثم يتم دمج المصابيح باليد مع تقنية خاصة لتجنب إضافة أي سمك للمادة.

## الخلفية الباعثة للضوء من قبل لوموكس
في أوائل عام 2010 منحت شركة كاربون تروست منحة بقيمة 454,000 جنيه إسترليني لشركة لوموكس الويلزية لتطوير ورق جدران ينبعث منه الضوء باستخدام تقنية ليد العضوية فائقة الكفاءة (أوليد) التي يمكن استخدامها كمصدر ضوء طبيعي حتى للمساحات الداخلية بدلا من والمزيد من أنظمة الإضاءة التقليدية التي تتطلب الطاقة. وكان من المقرر إطلاق هذه التكنولوجيا الجديدة في عام 2012.

## خلفية LED إنغو مورير
جنبا إلى جنب مع ميستيل، إنغو مورر ليد خلفية هي الوحيدة المتاحة حاليا للشراء التجاري. تم تصميم خلفية ليد من قبل إنغو مورر في شراكة مع المهندسين المعماريين ورقة في عام 2011 ويتم إنتاجها وتوزيعها من قبل المهندسين المعماريين. خلفية مورر يقدم نفسه كدائرة الدوائر الالكترونية الكبيرة المطبوعة على الورق ويمكن اضافته على الجدار مع لاصق ورق الجدران العادي. مسارات إجراء المطبوعة على الركيزة غير المنسوجة غير ماتي تصبح جزءا من التصميم، وعلى رأسها يتم توزيع الأبيض والأحمر والأزرق المصابيح. وتشكل الثنائيات الحمراء والزرقاء الكوبويدات الضوئية ذات الأضواء البيضاء التي تنتشر حولها بشكل غير منتظم. يتم التحكم في المصابيح من خلال سلسلة من وحدات الاتصال التي تمكن التنظيم الفردي للألوان ودرجات سطوع المصابيح. لوحات التفاف اللون الفضة الانضمام إلى خلفية على الأرض وإخفاء المعدات التقنية وراءها. 

## خلفية مضيئة من فيليبس
في عام 2011 أعلنت شركة فيليبس عن شراكة مع كفادرات سوفت سيلس لإنشاء نسيج مضيء يجمع بين تجربة فيليبس في الإضاءة المحيطة القائمة على ليد مع المنسوجات الصوتية كفادرات سوفت سيلس. والهدف من المشروع هو تعزيز المساحة الداخلية من خلال الضوء والملمس الاستفادة الكاملة من مجموعة واسعة من الألوان في مجموعة فيليبس ليد. يتم وضع النسيج في مكانه مع إطار من الألومنيوم خفيف الوزن الذي يبقيه مشدود مع كمية مناسبة من التوتر السطحي. أضواء ليد يمكن تخصيصها في مجموعة واسعة من الألوان التي تسمح للمستخدم النهائي لتغيير مزاج الغرفة كلما رغبت في ذلك.